# Віллард Ліббі
Віллард Франк Ліббі (англ. Willard Frank Libby) (17 грудня 1908, Гранд-Валлі, Колорадо — 8 вересня 1980) — американський фізико-хімік.

## Біографія
Отримав ступінь бакалавра (1931) і доктора хімії (1933) в Каліфорнійському університеті в Берклі; там же викладав хімію (1933–1945). У 1945–1959 працював в інституті ядерних досліджень і Чиказькому університеті. З 1959 професор хімії Каліфорнійського університету в Лос-Анджелесу.

## Основні роботи
Розробив метод радіовуглецевого датування, що дозволяє визначати вік археологічних зразків (до складу яких входить вуглець) шляхом вимірювання їх радіоактивності, зумовленої ізотопом 14С. Брав участь у розробці методу газодифузійного виділення ізотопу 235U з природного урану.

## Нобелівська премія
Нобелівська премія з хімії (1960).

## Твори
- Radiocarbon dating, 2 ed., Chi., 1955.